# Smicroplectrus hinzi
Smicroplectrus hinzi är en stekelart som beskrevs av Dmitriy R. Kasparyan 1990. Smicroplectrus hinzi ingår i släktet Smicroplectrus och familjen brokparasitsteklar. Inga underarter finns listade i Catalogue of Life.